# 1924 год в науке
В 1924 году произошли следующие события в области науки:

## События
- Константин Эдуардович Циолковский работает над рукописью работы «Космический корабль», впервые изданной лишь в 1947 году.
- 10 июня — Создана Американская кардиологическая ассоциация[1].

## Родились
- 1 февраля — Алексей Безбородов, советский, российский микробиолог, биохимик;
- 11 марта — Франко Базалья (ум. 1980), итальянский психиатр, невролог, профессор психиатрии, реформатор системы психиатрической помощи, разработчик «Закона 180», лидер движения «Демократичная психиатрия»;
- 12 мая — Александр Есенин-Вольпин, математик, правозащитник (ум. 2016);
- 14 июня — Джеймс Блэк (ум. 2010), шотландский фармаколог;
- 1 июля — Мамедсадыг Абдуллаев (ум. 2006), анатом, гистолог;
- 7 июля — Наталья Бехтерева (ум. 2008), советский и российский нейрофизиолог;
- 28 июля — Масгут Аюханов (ум. 2000), экономист;
- 4 августа — Владимир Бендеров (ум. 1973), советский инженер-испытатель авиационной техники;
- 19 августа — Уиллард Бойл (ум. 2011), американский физик канадского происхождения, лауреат Нобелевской премии по физике за 2009 год;
- 6 сентября — Михаил Брайчевский (ум. 2001), советский украинский историк и археолог;
- 15 сентября — Иван Артёменко (ум. 1989), советский археолог, доктор исторических наук, профессор;
- 28 сентября — Грэхем Самнер (ум. 1982), британский учёный-антиковед;
- 7 ноября — Нинель Борисова, невролог, почётный академик АН РБ;
- 10 ноября — Михаил Решетнёв (ум. 1996), советский конструктор, академик АН СССР, руководитель разработок космических систем;
- 26 ноября — Михаил Бонгард (ум. 1971), выдающийся советский кибернетик, один из основоположников теории распознавания образов;
- 29 ноября — Айтмухамед Абдулин (ум. 2010), геолог-поисковик, доктор геолого-минералогических наук;
- 1 декабря — Кацуми Номидзу, американский математик японского происхождения (ум. 2008);
- 11 декабря — Чарльз Бахман (ум. 2017), американский учёный в области компьютерных наук, в частности разработки баз данных;
- 27 декабря — Марк Бабушкин (ум. 2003), советский учёный в области проблем управления.

## Скончались
- 13 января — Георг-Германн Квинке, немецкий физик (род. 1834).
- 6 февраля — Людвиг Графф, австрийский зоолог (род. 1851).
- 11 февраля:
  - Дмитрий Кайгородов, русский лесовод, специалист в области лесной технологии, орнитологии, педагог и популяризатор естествознания, «отец» русской фенологии (род. 1846).
  - Жак Лёб, немецко-американский физиолог и биолог (род. 1859).
- 11 марта — Нильс фон Кох, шведский математик (род. 1870).
- 22 марта:
  - Владимир Арнольди, русский ботаник, морфолог и альголог (род. 1871).
  - Уильям Макьюэн, выдающийся хирург, ученик Джозефа Листера. Один из основоположников нейрохирургии (род. 1848).
- 2 апреля — Йоханесс Варминг, датский ботаник, эколог, альголог, миколог, микробиолог (род. 1841).
- 5 апреля — Виктор Гензен, немецкий зоолог (планктолог) (род. 1835).
- 24 апреля — Николай Кравков, русский фармаколог, основоположник советской фармакологии (род. 1865).
- 27 апреля — Николай Андрусов, русский геолог, стратиграф, минералог, палеонтолог (род. 1861).
- 30 апреля — Фёдор Бухгольц, миколог, профессор Рижского политехнического института (род. 1872).
- 22 июня — Франц Вольф, немецкий ботаник, геолог, профессор геологии и минералогии (род. 1841).
- 28 июня — Иоганн Никель, немецкий и польский католический теолог и педагог; доктор богословия[2].
- 13 июля — Альфред Маршалл, английский экономист, основоположник неоклассического направления в экономической науке (род. 1842).
- 31 июля — Джованни Де Тони, итальянский химик, врач, миколог, птеридолог и альголог (род. 1864).
- 27 августа — Уильям Бейлисс, английский физиолог (род. 1860).
- 6 сентября — Аксель Гейкель, финский этнограф и археолог, профессор Хельсинкского университета, один из основоположников финно-угорской этнографии (род. 1851).
- 8 октября — Джеймс Бриттен, британский ботаник (род. 1846).
- 24 октября — Джон ван Денбург, американский герпетолог (род. 1872).
- 10 ноября — Арчибальд Гейки, шотландский геолог (род. 1835).
- 14 ноября — Климентий Ганкевич, украинский филолог, лингвист, писатель, этнограф, переводчик (род. 1842).
- 2 декабря:
  - Казимерас Буга, литовский языковед, профессор-филолог, исследователь литовского языка (род. 1879).
  - Хуго фон Зелигер, немецкий астроном, специалист по звёздной астрономии, астрофизике и небесной механике (род. 1849).
- 8 декабря — Карл Ларсен, известный норвежский полярный исследователь (род. 1860).

## Награды

### Нобелевские премии
- Физика — Манне Сигбан — «Открытия и исследования в области рентгеновской спектроскопии».
- Химия — премия не присуждалась.
- Медицина и физиология — Эйнтховен, Виллем — «За открытие механизма электрокардиограммы».

### Медаль Генри Дрейпера
- Джоуэл Стеббинс.